# Anton Gratzhofer

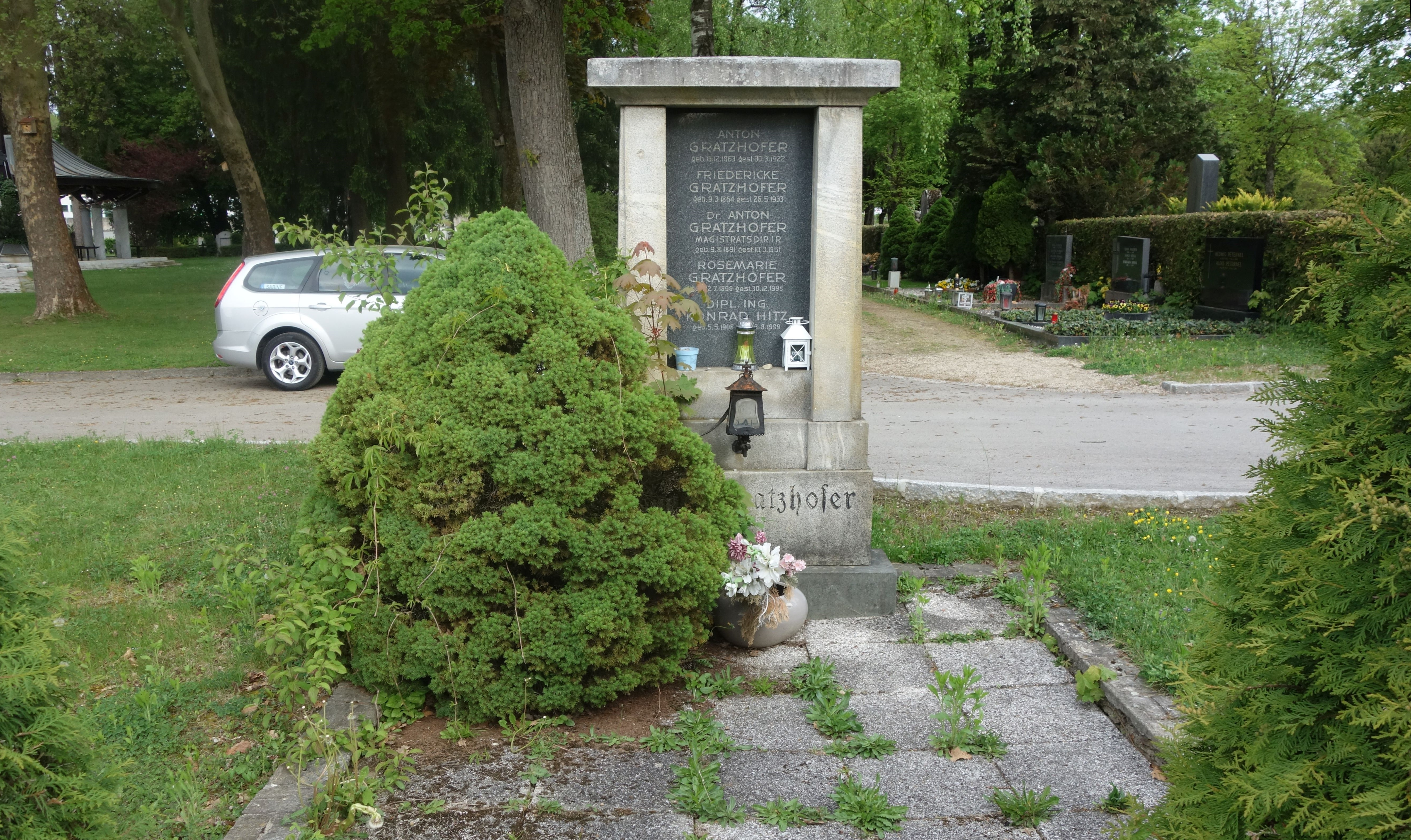
Grabstein von Anton Gratzhofer am Zentralfriedhof Annabichl in Klagenfurt

Anton Gratzhofer (* 13. Dezember 1863 in Völkermarkt; † 30. März 1922 (Selbstmord) in Klagenfurt) war Hutmacher und Abgeordneter zum Österreichischen Abgeordnetenhaus.

## Leben
Anton Gratzhofer war Sohn des gleichnamigen Hutmachers Anton Gratzhofer († 1896). Er war ebenfalls Hutmacher in Völkermarkt und nach 1918 Privatbeamter in Klagenfurt.
Er war auch Vizebürgermeister von Völkermarkt und dort von Juni bis Dezember 1918 auch Bürgermeister.
Anton Gratzhofer war römisch-katholisch und seit 1889 verheiratet mit Friederike Lierg, mit der er einen Sohn hatte. Er nahm sich am 30. März 1922 durch Erschießen das Leben.

## Politische Funktionen
- 31. Januar 1901 bis 30. Januar 1907: Abgeordneter des Abgeordnetenhauses im Reichsrat (X. Legislaturperiode), Kronland Kärnten, Kurie Städte 2, Regionen Sankt Veit, Feldkirchen, Friesach, Straßburg, Althofen, Hüttenberg, Wolfsberg, St. Leonhard, St. Andrä, St. Paul, Unterdrauburg, Völkermarkt, Bleiburg, Kappel

## Klubmitgliedschaften
Anton Gratzhofer war Mitglied im Verband der Deutschen Volkspartei.